# Anastazy Albert Makowski
Anastazy Albert Makowski (ur. 24 lutego 1895 w Nieżywięciu, zm. 26 grudnia 1987) – podpułkownik artylerii Wojska Polskiego, kawaler Orderu Virtuti Militari.

## Życiorys
Urodził się 24 lutego 1895 w Nieżywięciu, w powiecie brodnickim, w rodzinie Jana i Rozalii z Górskich. 
Po zakończeniu I wojny światowej został przyjęty do Wojska Polskiego. Brał udział w powstaniu wielkopolskim. Został awansowany na stopień porucznika piechoty ze starszeństwem z dniem 1 czerwca 1919. W 1923 był oficerem 57 pułku piechoty w Poznaniu. 31 marca 1924 został mianowany kapitanem ze starszeństwem z 1 lipca 1923 i 43. lokatą w korpusie oficerów piechoty.
Następnie został przeniesiony do korpusu oficerów artylerii z równoczesnym przeniesieniem do 7 pułku artylerii ciężkiej w Poznaniu. W lipcu 1928 został przeniesiony do kadry oficerów artylerii z równoczesnym przeniesieniem służbowym do Szkoły Podchorążych Rezerwy Artylerii we Włodzimierzu Wołyńskim. Do 10 marca 1930 dowodził 4. baterią artylerii polowej. Z dniem 1 kwietnia tego roku został przydzielony na pięciomiesięczny kurs dowódców dywizjonów w Centrum Wyszkolenia Artylerii w Toruniu. Po ukończeniu kursu wrócił do szkoły i objął dowództwo 2. baterii artylerii ciężkiej. Został awansowany na stopień majora artylerii ze starszeństwem z dniem 1 stycznia 1931. W marcu 1932 został przeniesiony do 22 pułku artylerii lekkiej w Rzeszowie na stanowisko dowódcy III dywizjonu. Z dniem 1 maja 1934 został przesunięty na stanowisko kwatermistrza pułku. Na stopień podpułkownika został mianowany ze starszeństwem z 19 marca 1938 i 21. lokatą w korpusie oficerów artylerii. W tym samym roku został przeniesiony do 30 pułku artylerii lekkiej w Brześciu na stanowisko I zastępcy dowódcy pułku.
Po wybuchu II wojny światowej podczas kampanii wrześniowej był dowódcą 11 pułku artylerii ciężkiej Warszawa-Praga. Został wzięty do niewoli przez Niemców i był osadzony w obozach jenieckich.
Po wojnie przez wiele lat pełnił stanowisko kierownika Krakowskich Zakładów Eksploatacji Kruszyw w Marcinkowicach i w Oświęcimiu. Był także dyrektorem kopalni trachitu w Krzeszowicach. Do końca życia pozostawał w stopniu podpułkownika w stanie spoczynku. Należał do Związku Bojowników o Wolność i Demokrację. Był żonaty.
Zmarł 26 grudnia 1987. Został pochowany 30 grudnia 1987 na cmentarzu Cmentarzu Salwatorskim w Krakowie (sektor SC7-9-42)

## Ordery i odznaczenia
- Krzyż Srebrny Orderu Virtuti Militari (29 września 1939)[18]
- Krzyż Walecznych (czterokrotnie)[12]
- Złoty Krzyż Zasługi (25 maja 1939)[19]
- Medal Niepodległości (27 czerwca 1938)[20]
- Krzyż Kampanii Wrześniowej[2]
- Odznaka Wielkopolska[2]